# Нанкинский трибунал по военным преступлениям

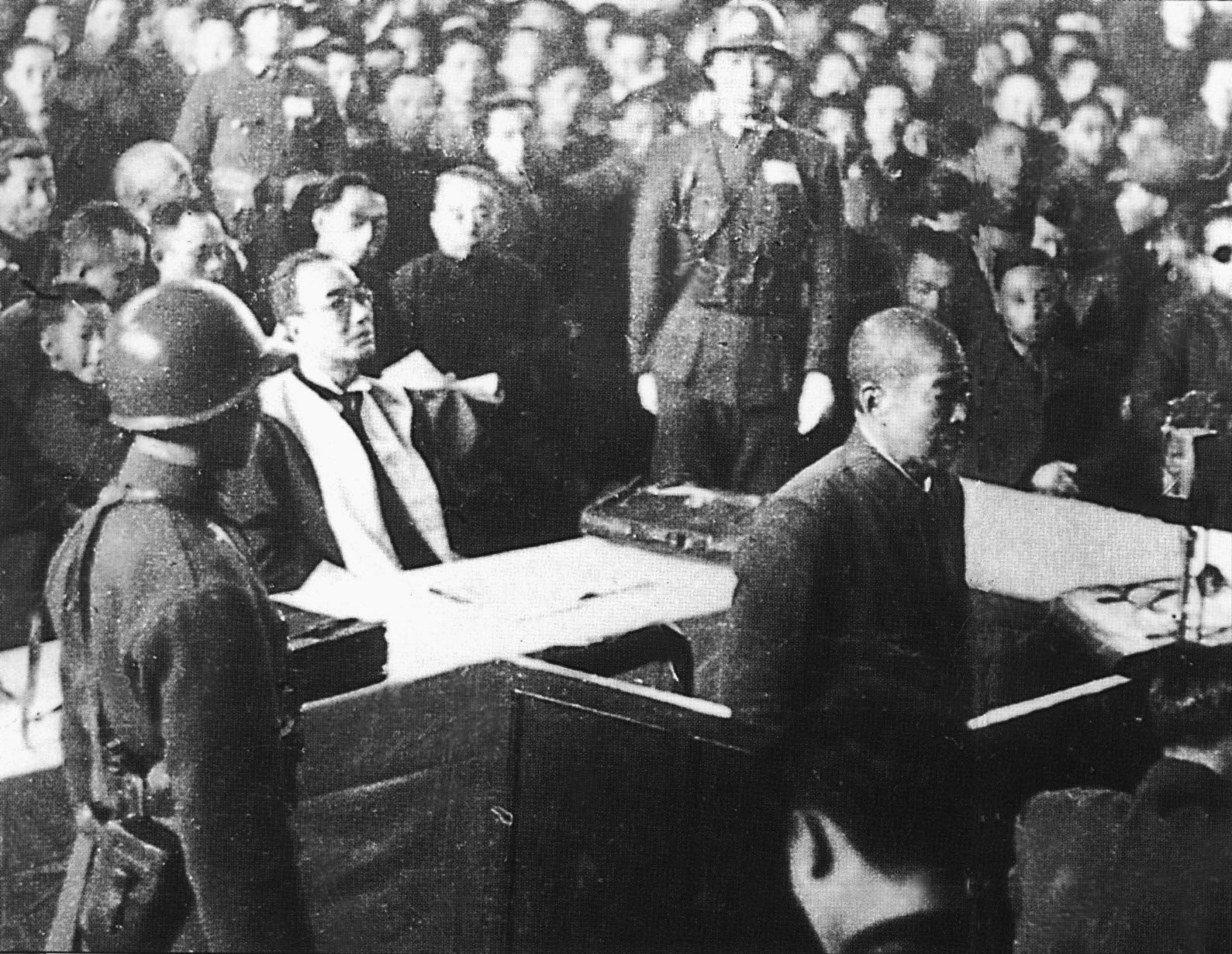
Подсудимый Хисао Тани на судебном заседании.

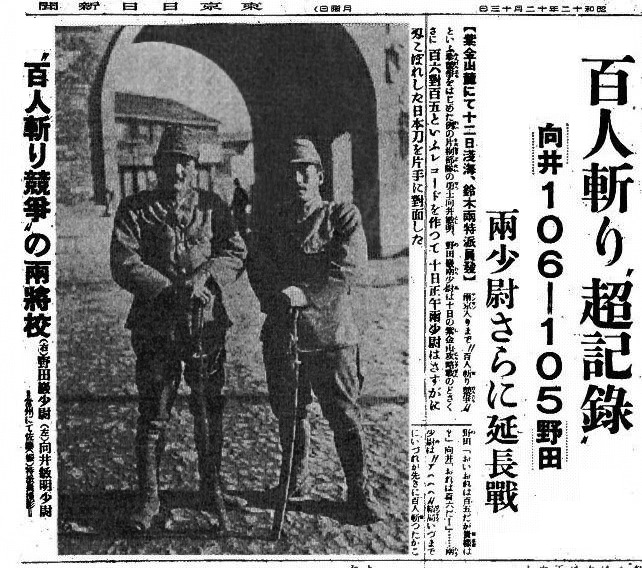
Цуёси Нода и Тосиаки Мукаи, которых японская пресса превозносила за «рекорды» в рубке людей мечом: «Мукаи 106 – 105 Нода».

Нанкинский трибунал по военным преступлениям был учреждён в 1946 году правительством Чан Кайши для суда над четырьмя офицерами императорской армии Японии, обвиняемых в военных преступлениях, совершённых во время Второй японо-китайской войны в Нанкине. Это был один из тринадцати трибуналов, организованных правительством Чан Кайши.

## Процесс
Трибунал судил командира взявшей город 6-й дивизии, генерала-лейтенанта Хисао Тани, капитана Гункити Танаку и лейтенантов Тосиаки Мукаи и Цуёси Ноду, ставших известными после своего   состязания в убийстве 100 человек мечом. Лейтенанты попали под суд потому, что их «состязание» в 1937 году восхвалялось японской прессой. Обвиняемые были арестованы в Японии и переданы китайскому правительству американской оккупационной администрацией.
Генерал Ясудзи Окамура в июле 1948 года также обвинялся трибуналом в военных преступлениях, но был освобождён от ответственности Чан Кайши, который использовал его в качестве военного советника. Однако, на допросах этот генерал давал показания о  нанкинской резне:
 «Мои предположения строятся на том, что я слышал от штабного офицера Миядзаки, начальника специального отдела Ханады и начальника специального отдела в Ханчжоу Хагивары через день или два после моего прибытия в Шанхай. Во-первых, десятки тысяч актов насилия в отношении гражданского населения, изнасилований и грабежей после взятия Нанкина действительно имели место. Во-вторых, наши части на передовой применяли порочную практику казней военнопленных под предлогом отсутствия провианта». 
Главный виновник резни принц Асака Ясухико, будучи членом императорской семьи, получил иммунитет от преследования и ушёл от ответственности. Генералу Иванэ Мацуи вынесли смертный приговор на Токийском процессе. Несколько причастных к резне офицеров умерли или покончили с собой до трибунала.  Таким образом, Хисао Тани был единственным высокопоставленным японским офицером, которого судили за нанкинскую резню в самом Китае. В итоге всем подсудимым трибунал вынес смертный приговор, и они были расстреляны в 1947 году.
Согласно вердикту трибунала в отношении Хисао Тани, «более 190 000 гражданских лиц и военнопленных были расстреляны из пулемётов, а их трупы сожжены для сокрытия улик. Кроме того, более 150 000 жертв насилия были похоронены благотворительными организациями. Таким образом, число жертв превышает 300 000». Эти оценки были сделаны на основании похоронных записей и показаний свидетелей.

## Последствия
Оценка в 300 000 погибших является официальной оценкой правительства КНР. Она выбита на каменной стене у входа в Мемориал жертвам нанкинской резни.
Сегодня заметная часть японского общества отрицает преступления японской армии в Нанкине. Родственники осуждённых Ноды и Мукаи в 2003 году подали в суд, пытаясь доказать, что лейтенантов оклеветали и требуя компенсации в 300 000 долларов. Этот процесс был проигран, поскольку ещё будучи в Японии лейтенанты откровенно рассказывали о «соревновании» и  заявляли, что оно не было слишком трудным. Нода также не скрывал, что «непосредственно в рукопашном бою» он убил «не более пяти человек».